# Sepia (shelaの曲)
「sepia」（セピア）は、shelaの通算5作目のシングル。2001年5月3日にavex traxよりリリース。

## 解説
カラー・コンセプト・マキシシングル 第5弾。
2001年5月9日にリリースしたファーストアルバム『COLORLESS』の先行シングル。
「sepia」はアプラスCMソングに起用された。また2005年7月6日にリリースしたベストアルバム『COLORS -single collection vol.1-』に収録されている。
CMではサビの歌詞が「いつもそっと悲しく枯れる」から「いつもそばで微笑みかける」に変更されている。
1. sepia [4:52]
作詞・作曲：周防彰悟 / 編曲：T2ya
アプラスCMソング
2. 〜a prelude〜 「Love Again」 [5:02]
作詞・作曲：T2ya / 編曲：村山達哉
3. sepia (Instrumental) [4:49]

## 参加ミュージシャン
sepia
- Strings Arrangement：村山達哉
- Programmimg：T2ya
- Guitar：増崎孝司
- Bass：種子田健
- Drums：江口信夫